# Taterillus
Taterillus (Thomas, 1910) è un genere di Roditori della famiglia dei Muridi.

## Descrizione

### Dimensioni
Al genere Taterillus appartengono roditori di piccole dimensioni, con lunghezza della testa e del corpo tra 95 e 142 mm, la lunghezza della coda tra 125 e 188 mm e un peso fino a 81 g.

### Caratteristiche craniche e dentarie
Il cranio presenta delle placche zigomatiche estese e rivolte in avanti, le creste sopra-orbitali ben sviluppate, la bolla timpanica grande e due paia di fori palatali, dei quali i due più interni sono allungati. 
Sono caratterizzati dalla seguente formula dentaria:

### Aspetto
Il corpo è snello, con il muso appuntito, gli occhi e le orecchie grandi. I piedi sono stretti ed allungati, adattamento ad un'andatura saltante. La pianta dei piedi è scura e nuda, tranne una sottile banda di peli sottili che la attraversa longitudinalmente dal tallone fino all'alluce. La coda è più lunga della testa e del corpo, è ricoperta densamente di peli e termina generalmente con un ciuffo di peli più lunghi. Le femmine hanno 2 paia di mammelle pettorali e 2 paia inguinali.

## Distribuzione
Questo genere è diffuso nell'Africa subsahariana.

## Tassonomia
Il genere comprende 9 specie.
- Taterillus arenarius
- Taterillus congicus
- Taterillus emini
- Taterillus gracilis
- Taterillus harringtoni
- Taterillus lacustris
- Taterillus petteri
- Taterillus pygargus
- Taterillus tranieri